# De lucru persoanelor fără adăpost
Slujirea persoanelor fără adăpost este interacțiunea intenționată între creștini și persoanele fără adăpost, indiferent de credința lor. Slujirea are loc de obicei în mediul în care locuiesc cei fără adăpost. Poate include distribuirea de provizii, cum ar fi alimente, îmbrăcăminte și pături. Ministerul implică adesea construirea de relații cu persoanele fără adăpost și oferindu-le informații și îngrijire relațională. Rugăciunea, conversația și slujirea nevoilor spirituale fac parte din proces.